# محوطه زروند
محوطه زروند مربوط به دوران پیش از تاریخ ایران باستان - سده‌های میانه دوران‌های تاریخی پس از اسلام است و در شهرستان تربت حیدریه، بخش کدکن، شهر کدکن، ۲ کیلومتری شرق کدکن واقع شده و این اثر در تاریخ ۲۵ آبان ۱۳۸۷ با شمارهٔ ثبت ۲۳۸۶۷ به‌عنوان یکی از آثار ملی ایران به ثبت رسیده است.